# Nekrolog 1758
Nekrolog
◄◄
| ◄
| 1754
| 1755
| 1756
| 1757
| 1758 | 1759 | 1760 | 1761 | 1762 | ► | ►►
Weitere Ereignisse | Allgemeiner Nekrolog 1758
Die Beschreibung der verstorbenen Person sollte so kurz wie möglich gehalten sein und nur deren signifikante Tätigkeit(en) enthalten.
Neue Namen ggf. auch unter dem Geburts- und Sterbedatum, also etwa unter 1. Januar und im Geburts- und Sterbejahr (2024) eintragen (nur bei entsprechender großer Wichtigkeit). Für Beispiele siehe die schon vorhandenen Artikel.
Außerdem über die fünf zuletzt Verstorbenen, zu denen es einen ausreichend guten Artikel für eine Präsentation auf der Hauptseite gibt, nach der todesbedingten Überarbeitung der Artikel ggf. auch unter Wikipedia Diskussion:Hauptseite informieren und sie am besten auch in den anderen Wikipedia-Sprachversionen eintragen. Tipp: Regelmäßig bei news.google.de nach „ist tot“, „gestorben“ oder „verstorben“ suchen.
Wenn eine Person gestorben ist, gibt es viele Seiten zu dieser Person in der Wikipedia, die davon auch betroffen sind und entsprechend aktualisiert werden müssen. Beispiele: Namenübersichtsseite, Geburtsjahr, Geburtsort-Seiten und viele mehr.
Wie finde ich die betroffenen Seiten?
Im Suchfeld auf der linken Seite gibt man den Suchbegriff so ein: „Vorname Nachname“. Dann klickt man auf Volltext und alle Seiten mit entsprechendem Suchtext werden aufgerufen. Hier sieht man dann schnell, wo auch das Todesjahr Sinn macht oder sogar ein Teil des Artikels angepasst werden muss. Auch hilft das „Werkzeug“ auf der linken Seite sehr gut, um solche Seiten aufzufinden: „Links auf diese Seite“. Somit ist die Wikipedia wieder aktuell in allen Bereichen! Hinweis: bei Eintragung der Kategorie „Gestorben JAHR“ wird der Missbrauchsfilter 49 ausgelöst, was jedoch nicht schlimm ist. Siehe: Spezial:Missbrauchsfilter/49
Dies ist eine Liste von im Jahr 1758 verstorbenen bekannten Persönlichkeiten. Die Einträge erfolgen innerhalb der einzelnen Daten alphabetisch sortiert. Tiere sind im Nekrolog für Tiere zu finden.

## Januar
| Tag        | Name                                        | Beruf, bekannt als                                                                                               | Alter | Beleg |
| ---------- | ------------------------------------------- | --- | ----- | ----- |
| 1. Januar  | Johann Friedrich von Cronegk                | deutscher Dramatiker, Lyriker und Essayist                                                                       | 26    |       |
| 1. Januar  | Maria Ernestine Francisca von Rietberg      | Gräfin von Rietberg                                                                                              | 70    |       |
| 5. Januar  | Friedrich Johann von Ledebur                | königlich Großbritannischer und kur-braunschweig-lüneburgischer Generalmajor und Chef eines Infanterie-Regiments |       |       |
| 6. Januar  | Georg Friedrich von Oldenburg               | preußischer Generalmajor                                                                                         |       |       |
| 12. Januar | Michael Gabriel Fredersdorf                 | Geheimer Kämmerer und Vertrauter Friedrichs des Großen                                                           |       |       |
| 13. Januar | Francesco Albotto                           | italienischer Maler und Stecher                                                                                  |       |       |
| 13. Januar | Georg Christoph Kreyßig                     | deutscher Buchhändler, Bibliograph und Regionalhistoriker                                                        | 62    |       |
| 15. Januar | Giovanni Ferrini                            | italienischer Musikinstrumentenbauer                                                                             |       |       |
| 15. Januar | Emerich von Morocz                          | k.k. Feldmarschall-Lieutenant                                                                                    |       |       |
| 15. Januar | Adelheid Auguste von Wangelin               | ostfriesische Stifterin                                                                                          | 51    |       |
| 16. Januar | Oliver Legipont                             | deutscher Historiker und Bibliothekar                                                                            | 59    |       |
| 17. Januar | Ernst Christoph Barchewitz                  | Offizier der Niederländischen Ostindien-Kompanie und Autor eines Reiseberichts                                   |       |       |
| 17. Januar | Johann Gottfried Brendel                    | deutscher Mediziner                                                                                              | 45    |       |
| 17. Januar | James Douglas-Hamilton, 6. Duke of Hamilton | schottischer Adliger                                                                                             | 33    |       |
| 22. Januar | Caspar von Böselager                        | Abt von Corvey                                                                                                   | 70    |       |
| 29. Januar | Johann Martin Rose                          | deutscher Glockengießer                                                                                          |       |       |
| 30. Januar | Luigi Mattei                                | italienischer Kardinal                                                                                           | 55    |       |
| 30. Januar | Karl Adolf von Plessen                      | dänischer Hofmarschall, Oberkämmerer und Geheimer Rat                                                            | 79    |       |
| Januar     | Lorenz Ernst von Münchow                    | preußischer Generalmajor und Drost zu Sparrenberg                                                                |       |       |

## Februar
| Tag         | Name                                     | Beruf, bekannt als                                                                                      | Alter | Beleg |
| ----------- | ---------------------------------------- | --- | ----- | ----- |
| 2. Februar  | Samuel Masham, 1. Baron Masham           | britischer Adliger und Höfling                                                                          |       |       |
| 5. Februar  | Ferdinand Julius von Troyer              | Bischof von Olmütz                                                                                      | 60    |       |
| 8. Februar  | Johann Ludwig Engel                      | deutscher Hochschullehrer                                                                               | 58    |       |
| 10. Februar | Samuel Theodor Quellmalz                 | deutscher Mediziner, Chemiker und Hochschullehrer                                                       | 61    |       |
| 11. Februar | Christian Gottlob Haltaus                | deutscher Historiker und Sprachgelehrter                                                                | 55    |       |
| 13. Februar | Johann Theodor von Arnold                | deutscher Jurist und Gutsherr                                                                           |       |       |
| 14. Februar | Hermann Christoph Finck von Finckenstein | Kanzler in Kurland                                                                                      | 64    |       |
| 16. Februar | David Wilhelm Erythropel                 | deutscher lutherischer Theologe, Konsistorialrat und Generalsuperintendent der Generaldiözese Calenberg | 70    |       |
| 22. Februar | William Greene                           | britischer Politiker                                                                                    | 62    |       |
| 24. Februar | Izabela Elżbieta Czartoryska             | polnische Magnatin                                                                                      | 86    |       |
| 24. Februar | Johann Friedrich Christoph Ernesti       | deutscher evangelischer Theologe                                                                        | 53    |       |
| 24. Februar | Johann Gottlieb Gonne                    | deutscher Jurist und Hochschullehrer                                                                    | 44    |       |
| 27. Februar | Lukas Schaub                             | englischer Diplomat Schweizer Abstammung                                                                | 67    |       |
| 28. Februar | Ferdinand Hundt                          | deutscher Kunstschreiner                                                                                | 54    |       |
| 28. Februar | Balthasar Freiherr von Campenhausen      | russischer Generalleutnant und Generalgouverneur Finnlands                                              | 68    |       |
| Februar     | Johannes Ehrenfried Thebesius            | deutscher Arzt                                                                                          |       |       |

## März
| Tag      | Name                               | Beruf, bekannt als                                                                                        | Alter | Beleg |
| -------- | ---------------------------------- | --- | ----- | ----- |
| 2. März  | Pierre Guérin de Tencin            | französischer Kardinal                                                                                    | 77    |       |
| 2. März  | Johann Baptist Zimmermann          | deutscher Maler und Stuckateur des Barock                                                                 | 78    |       |
| 7. März  | Alexander Glässer                  | deutscher Kupferstecher                                                                                   | 43    |       |
| 7. März  | Guillaume Lebrun                   | französischer Jesuit, Altphilologe, Romanist und Lexikograf                                               | 83    |       |
| 7. März  | Franz Joseph Roth                  | deutscher Stuckateur und Baumeister des Rokoko                                                            | 68    |       |
| 8. März  | Ernst Christian Schröder           | deutscher Mathematiker                                                                                    | 82    |       |
| 8. März  | Ernst Leberecht Semper             | deutscher lutherischer Geistlicher und Liederdichter                                                      | 35    |       |
| 9. März  | Valentin Ferdinand Gudenus         | deutscher Jurist und Historiker                                                                           | 78    |       |
| 14. März | Johann Conrad Gottfried Wildermett | Schweizer evangelischer Geistlicher                                                                       | 80    |       |
| 15. März | Johann Adolf von Möllendorff       | preußischer Generalleutnant der Kavallerie, Chef des Dragonerregiments Nr. 10, Amtshauptmann von Hornburg | 67    |       |
| 18. März | Johann Georg Altmann               | Schweizer evangelischer Theologe, Philologe und Historiker                                                |       |       |
| 19. März | Sigmund von Attems-Petzenstein     | österreichischer Historiker und Landverweser                                                              | 49    |       |
| 19. März | Eustasius Friedrich Schütze        | deutscher Theologe                                                                                        |       |       |
| 22. März | Jonathan Edwards                   | amerikanischer Prediger, Missionar und Führer der Erweckungsbewegung des Great Awakening                  | 54    |       |
| 22. März | Hans Adolf von Spitznas            | württembergischer Generalleutnant                                                                         |       |       |
| 24. März | Friedrich Wiedeburg                | deutscher Rhetoriker, Historiker und Staatsrechtler                                                       | 50    |       |
| 26. März | Claudius Mauritius von Gagern      | Freiherr und Reichsritter, Ortsherr                                                                       | 61    |       |
| 28. März | Friedrich Wilhelm von Dossow       | preußischer Generalfeldmarschall, Gouverneur von Wesel                                                    | 88    |       |
| 29. März | Johann Bolten                      | deutscher Theologe und Propst                                                                             | 79    |       |

## April
| Tag       | Name                        | Beruf, bekannt als                                    | Alter | Beleg |
| --------- | --------------------------- | ----------------------------------------------------- | ----- | ----- |
| 6. April  | Johann van den Honert       | niederländischer reformierter Theologe                | 64    |       |
| 7. April  | Joachim Wilhelm von Brawe   | deutscher Dramatiker                                  | 20    |       |
| 7. April  | Esther Edwards Burr         | Tagebuchschreiberin                                   | 26    |       |
| 12. April | Antoine de Jussieu          | französischer Botaniker                               | 71    |       |
| 14. April | David Nitschmann            | Missionar der Herrnhuter Brüdergemeine                | 81    |       |
| 18. April | Lorenz Heister              | deutscher Anatom, Chirurg und Botaniker               | 74    |       |
| 19. April | Louis de Boissy             | französischer Dichter                                 | 63    |       |
| 20. April | Angelinus Brinkmann         | deutscher Franziskaner und aszetischer Schriftsteller |       |       |
| 28. April | Wilhelm Ludwig Nitzsch      | deutscher lutherischer Theologe                       | 54    |       |
| 30. April | François d’Agincour         | französischer Cembalist, Organist und Komponist       |       |       |
| 30. April | Johann Lorenz Hirschstötter | Hofmaurermeister der Freisinger Fürstbischöfe         |       |       |

## Mai
| Tag     | Name                                  | Beruf, bekannt als                                                        | Alter | Beleg |
| ------- | ------------------------------------- | ------------------------------------------------------------------------- | ----- | ----- |
| 3. Mai  | Benedikt XIV.                         | Papst (1740–1758)                                                         | 83    |       |
| 7. Mai  | Caroline von Erbach-Fürstenau         | Herzogin und Regentin von Sachsen-Hildburghausen                          | 57    |       |
| 8. Mai  | Johann Franz Jakob Anton von Hoheneck | deutscher Domdekan in Mainz und Domherr in Worms                          | 71    |       |
| 10. Mai | Christian Gottlieb Jöcher             | deutscher Gelehrter, Bibliothekar und Lexikograph                         |       |       |
| 10. Mai | Claus von Reventlow                   | dänisch-deutscher Jurist, Präsident des Højesteret und Domherr in Lübeck  | 64    |       |
| 11. Mai | Petrus Mangold                        | schweizerisch-deutscher Mediziner und Jurist                              | 71    |       |
| 11. Mai | Johann Georg Oldekop                  | deutscher evangelischer Geistlicher                                       | 62    |       |
| 14. Mai | Heinrich Ernst Owen                   | deutscher lutherischer Theologe, Generalsuperintendent                    |       |       |
| 15. Mai | Caspar Friedrich Lange                | deutscher evangelisch-lutherischer Geistlicher, Pädagoge und Bibliothekar |       |       |
| 19. Mai | George Werner                         | deutscher Architekt und Baumeister                                        | 75    |       |
| 20. Mai | Henrik Benzelius                      | schwedischer Theologe und Erzbischof                                      | 68    |       |
| 28. Mai | Ernst August II.                      | Herzog von Sachsen-Weimar-Eisenach                                        | 20    |       |
| 30. Mai | Christoph Timotheus Seidel            | Theologe und Hochschullehrer der Universität Helmstedt                    | 54    |       |

## Juni
| Tag      | Name                       | Beruf, bekannt als                                                       | Alter | Beleg |
| -------- | -------------------------- | ------------------------------------------------------------------------ | ----- | ----- |
| 5. Juni  | Johann Peter Reusch        | deutscher Philosoph und lutherischer Theologe                            | 66    |       |
| 8. Juni  | Friedrich Paul Jacobi      | preußischer Militär und Mathematiker                                     | 31    |       |
| 12. Juni | August Wilhelm von Preußen | preußischer Prinz und General, Vater Friedrich Wilhelms II.              | 35    |       |
| 14. Juni | Abraham Kaau-Boerhaave     | niederländischer Mediziner                                               | 43    |       |
| 21. Juni | Johann von Steenflycht     | königlich schwedischer Generallieutenant, Kommandant der Hamburger Garde | 77    |       |
| 26. Juni | Judas Thaddäus Sichelbein  | deutscher Maler                                                          | 74    |       |
| 27. Juni | Michelangelo Unterberger   | Südtiroler Barockmaler                                                   | 62    |       |
| Juni     | John Travers               | englischer Komponist, Organist und Musik-Kopist                          |       |       |

## Juli
| Tag      | Name                                  | Beruf, bekannt als                                                                  | Alter | Beleg |
| -------- | ------------------------------------- | ----------------------------------------------------------------------------------- | ----- | ----- |
| 1. Juli  | Basilius Christian Bernhard Wiedeburg | deutscher Mathematiker und Astronom                                                 | 35    |       |
| 2. Juli  | Christian August von Berkentin        | dänischer Diplomat und Geheimer Staatsrat                                           | 63    |       |
| 5. Juli  | Dominikus de Gentis                   | Bischof von Antwerpen                                                               | 62    |       |
| 6. Juli  | Johann Andreas Rothe                  | deutscher Pfarrer, Schriftsteller und Liederdichter                                 | 70    |       |
| 7. Juli  | Erasmus Fröhlich                      | österreichischer Jesuit, Historiker, Bibliothekar und Numismatiker                  | 57    |       |
| 10. Juli | Franz Joseph Seedorf                  | deutscher Jesuitenpater, Berater des Pfälzer Kurfürsten                             | 66    |       |
| 11. Juli | Adam Otto von Viereck                 | preußischer Staatsminister und Geheimer Etatsrat                                    | 74    |       |
| 15. Juli | Ambrosius Stub                        | dänischer Dichter                                                                   |       |       |
| 26. Juli | Wilhelm von Saldern                   | königlich-preußischer Generalmajor, Chef des Altpreußisches Infanterieregiment S 54 | 55    |       |
| 28. Juli | Christian Ludwig Stieglitz            | deutscher Jurist, Ratsherr und Bürgermeister der Stadt Leipzig                      | 80    |       |

## August
| Tag        | Name                            | Beruf, bekannt als                                                                                        | Alter | Beleg |
| ---------- | ------------------------------- | --- | ----- | ----- |
| 3. August  | Albert Brahms                   | deutscher Landwirt, Deichrichter und Deichbaupionier und -experte                                         | 65    |       |
| 3. August  | Anton August von Hagen          | königlich-polnischer und kurfürstlich-sächsischer Kammerherr                                              | 56    |       |
| 3. August  | Josef Anton Pfaffinger          | österreichischer Bildhauer                                                                                | 74    |       |
| 3. August  | Philipp Casimir Schlosser       | deutscher lutherischer Geistlicher, Schulrektor, Hofprediger und Pfarrer                                  | 69    |       |
| 9. August  | Martin Friedrich von Stollhofen | preußischer Generalmajor, Kommandeur des Infanterie-Regiments Nr. 2                                       | 66    |       |
| 12. August | Georg Renkewitz                 | deutscher Organist und Orgelbauer                                                                         | 70    |       |
| 13. August | Nikolaus Eggers                 | deutscher lutherischer Theologe und Generalsuperintendent der Generaldiözese Grubenhagen und auf dem Harz | 69    |       |
| 15. August | Pierre Bouguer                  | französischer Geodät und Astronom                                                                         | 60    |       |
| 15. August | Johann Philipp Janson           | katholischer Priester im Erzbistum Mainz                                                                  | 51    |       |
| 15. August | Caspar Zili                     | Schweizer Kaufmann und Bankier                                                                            | 40    |       |
| 17. August | Stepan Fjodorowitsch Apraxin    | russischer Feldmarschall                                                                                  | 56    |       |
| 24. August | Bartolomeo Nazari               | italienischer Maler                                                                                       | 65    |       |
| 25. August | Ernst Sigismund von Wedell      | preußischer Militär und Kommandeur eines Grenadierbataillons                                              | 53    |       |
| 25. August | Hans Sigismund von Zieten       | preußischer Generalmajor                                                                                  |       |       |
| 27. August | Maria Barbara de Bragança       | portugiesische Infantin und Königin von Spanien                                                           | 46    |       |
| 29. August | Joseph Hubert de Boccard        | Bischof von Lausanne                                                                                      | 60    |       |
| August     | Francesco Mancini               | italienischer Maler                                                                                       | 79    |       |

## September
| Tag           | Name                          | Beruf, bekannt als                                                   | Alter | Beleg |
| ------------- | ----------------------------- | -------------------------------------------------------------------- | ----- | ----- |
| 3. September  | Gabriel Monod von Froideville | preußischer Generalmajor und Kommandeur des Dragoner-Regiments Nr. 6 | 47    |       |
| 12. September | Melchior Buchner              | deutscher Maler und Stuckateur                                       | 63    |       |
| 13. September | Conrad Mannlich               | deutscher Hofmaler                                                   | 58    |       |
| 16. September | Silvia Balletti               | Schauspielerin                                                       | 57    |       |
| 26. September | Heinrich Adolf von Kurssel    | preußischer Generalmajor                                             | 65    |       |
| 30. September | Alberico Archinto             | Kardinal der katholischen Kirche                                     | 59    |       |

## Oktober
| Tag         | Name                                          | Beruf, bekannt als | Alter | Beleg |
| ----------- | --------------------------------------------- | --- | ----- | ----- |
| 4. Oktober  | Giuseppe Antonio Brescianello                 | italienischer Violinist und Komponist |       |       |
| 5. Oktober  | Jakob Grubenmann                              | Schweizer Baumeister | 64    |       |
| 6. Oktober  | Yanagisawa Kien                               | japanischer Maler | 55    |       |
| 8. Oktober  | Christoph Ludwig Crell                        | deutscher Literatur- und Rechtswissenschaftler                                                                                            | 55    |       |
| 12. Oktober | Nikolaus Zillich                              | deutscher Jesuit, Theologe, Philosoph und Hochschullehrer                                                                                 | 42    |       |
| 14. Oktober | Isaak Faesch                                  | Schweizer Kaufmann, Sklavenhändler, Offizier in fremden Diensten sowie Gouverneur der niederländischen Kolonien St. Eustatius und Curaçao | 71    |       |
| 14. Oktober | Friedrich Franz von Braunschweig-Wolfenbüttel | Prinz aus dem Haus der Welfen, preußischer Generalmajor                                                                                   | 26    |       |
| 14. Oktober | James Keith                                   | russischer General, preußischer Generalfeldmarschall                                                                                      |       |       |
| 14. Oktober | Wilhelmine von Preußen                        | preußische Königstochter, Markgräfin von Brandenburg-Bayreuth                                                                             | 49    |       |
| 14. Oktober | Heinrich Widmann                              | deutscher Benediktiner und Abt | 68    |       |
| 15. Oktober | Alessandro Toeschi                            | italienischer Violinist, Konzertmeister und Komponist                                                                                     |       |       |
| 19. Oktober | Jobst Heinrich Hansen                         | deutscher Kaufmann | 61    |       |
| 20. Oktober | Charles Spencer, 3. Duke of Marlborough       | britischer Adeliger und Politiker (Lordsiegelbewahrer)                                                                                    | 51    |       |
| 21. Oktober | Siegmund Moritz Wilhelm von Langen            | preußischer Stabsoffizier |       |       |
| 22. Oktober | Henning Alexander von Kahlden                 | preußischer Generalmajor | 45    |       |
| 24. Oktober | Michael David                                 | deutscher Kammeragent jüdischer Herkunft                                                                                                  |       |       |
| 26. Oktober | Johann Paul Schorn                            | österreichischer Geigenbauer und Violinist                                                                                                | 76    |       |

## November
| Tag          | Name                                            | Beruf, bekannt als                                                              | Alter | Beleg |
| ------------ | ----------------------------------------------- | ------------------------------------------------------------------------------- | ----- | ----- |
| 2. November  | Charles Philippe d’Albert                       | französischer Adeliger und Memoirenschreiber                                    | 63    |       |
| 2. November  | Georg Wilhelm von Driesen                       | preußischer Generalleutnant und Amtshauptmann von Osterrode                     | 58    |       |
| 4. November  | Carlo Maria Sacripante                          | Kardinal der Römischen Kirche und Bischof des suburbikarischen Bistums Frascati | 69    |       |
| 4. November  | Johann Christian Stock                          | deutscher Mediziner                                                             | 51    |       |
| 5. November  | Hans Egede                                      | norwegischer Pfarrer, Apostel der Grönländer                                    | 72    |       |
| 5. November  | Wolf Friedrich von Retzow                       | deutscher General                                                               |       |       |
| 6. November  | Heinrich XXXV.                                  | Fürst von Schwarzburg-Sondershausen                                             | 68    |       |
| 8. November  | Ludwig Joseph d’Albert de Luynes von Grimbergen | bayerischer Diplomat                                                            | 86    |       |
| 9. November  | Johannes Dicel                                  | deutscher Arzt                                                                  | 82    |       |
| 19. November | Ignaz Gropp                                     | deutscher Historiker, Autor und römisch-katholischer Theologe                   | 63    |       |
| 20. November | Johan Helmich Roman                             | schwedischer Komponist                                                          | 64    |       |
| 22. November | Richard Edgcumbe, 1. Baron Edgcumbe             | britischer Politiker                                                            |       |       |
| 24. November | Johann Tobias Dressel                           | sächsischer Orgelbauer                                                          | 71    |       |
| 26. November | Ulrik Frederik von Suhm                         | Admiral, Deputierter und Ritter von Dannebrog                                   | 72    |       |
| 27. November | Senesino                                        | italienischer Kastrat                                                           | 72    |       |
| 28. November | Margareta Klopstock                             | deutsche Schriftstellerin                                                       | 30    |       |
| 29. November | Carl Friedrich von Rautter                      | preußischer Generalmajor und Chef des Infanterie-Regiments Nr. 4                |       |       |
| 30. November | Abraham Millauer                                | deutscher Kirchenbaumeister des Rokoko                                          | 75    |       |

## Dezember
| Tag          | Name                                        | Beruf, bekannt als                                                                    | Alter | Beleg |
| ------------ | ------------------------------------------- | ------------------------------------------------------------------------------------- | ----- | ----- |
| 2. Dezember  | Joseph Meck                                 | deutscher Kapellmeister, Komponist und Geigenvirtuose des Fürstbischofs von Eichstätt |       |       |
| 5. Dezember  | Johann Friedrich Fasch                      | deutscher Komponist                                                                   | 70    |       |
| 6. Dezember  | Johann August Bach                          | deutscher Rechtshistoriker                                                            | 37    |       |
| 6. Dezember  | Johann Heinrich Heubel                      | deutscher Jurist und Forscher für Literar- und Religionsgeschichte                    | 64    |       |
| 7. Dezember  | Ernst August de la Chevallerie von la Motte | preußischer Generalleutnant, Gouverneur von Geldern                                   | 70    |       |
| 8. Dezember  | Innozenz Anton Warathy                      | Barockmaler                                                                           |       |       |
| 10. Dezember | Johann David Kypke                          | deutscher Logiker und lutherischer Theologe des Pietismus                             | 66    |       |
| 12. Dezember | Françoise de Graffigny                      | französische Schriftstellerin und Dichterin                                           | 63    |       |
| 16. Dezember | Andrzej Stanisław Załuski                   | polnischer Geistlicher, römisch-katholischer Bischof, Adliger und Bibliophiler        | 63    |       |
| 20. Dezember | Francesco Maria Cattaneo                    | italienischer Violinist und Komponist sowie Konzertmeister der Dresdner Hofkapelle    |       |       |
| 22. Dezember | Evert Jacob van Wachendorff                 | niederländischer Mediziner, Botaniker und Chemiker                                    | 55    |       |
| 23. Dezember | Christoph Pfeiffer                          | deutscher evangelischer Theologe und Kirchenlieddichter                               | 69    |       |
| 25. Dezember | Christian Ferdinand Harpprecht              | deutscher Rechtswissenschaftler                                                       | 40    |       |
| 26. Dezember | François Joseph de Lagrange-Chancel         | französischer dramatischer Dichter                                                    | 81    |       |
| 29. Dezember | Jean-Louis Calandrini                       | Schweizer Physiker und Mathematiker                                                   | 55    |       |
| 31. Dezember | Heinrich Jacob van Bashuysen                | deutscher reformierter Theologe und Hebraist                                          | 79    |       |
| 31. Dezember | Christian Gerhard Offerhaus                 | deutscher Philosoph und Prediger                                                      |       |       |

## Datum unbekannt
| Tag | Name                          | Beruf, bekannt als                                                                                 | Alter | Beleg |
| --- | ----------------------------- | -------------------------------------------------------------------------------------------------- | ----- | ----- |
|     | Johann Ritter von Baillou     | französischer Naturaliensammler                                                                    |       |       |
|     | Heinrich Valentin Beck        | deutscher Kantor und Komponist                                                                     |       |       |
|     | Johann Ignaz Beyer            | österreichischer Komponist, Organist und Kapellmeister                                             |       |       |
|     | Elizabeth Blackwell           | Zeichnerin, Illustratorin und Kupferstecherin                                                      |       |       |
|     | Gabriel Bodenehr der Ältere   | deutscher Verleger, Kartograph und Kupferstecher                                                   |       |       |
|     | Borommakot                    | König von Siam                                                                                     |       |       |
|     | Theophilus Cibber             | englischer Schauspieler und Autor                                                                  |       |       |
|     | Giampaolo De Dominici         | italienischer Schauspieler, Musiker, Sänger und Komponist                                          |       |       |
|     | Domenico Francia              | italienischer Maler                                                                                |       |       |
|     | Eberhard August von Gemmingen | baden-durlachscher Obervogt in Durlach                                                             |       |       |
|     | Georg Gustav Gerdes           | deutscher Jurist und Historiker                                                                    |       |       |
|     | Johann Zacharias Gleichmann   | deutscher Schriftsteller, Jurist und Verwaltungsbeamter                                            |       |       |
|     | Johann Matthias Hagelstein    | deutscher Orgelbauer (Lüneburg)                                                                    |       |       |
|     | Jonathan Hulls                | britischer Ingenieur und Erfinder eines Dampfschiffs                                               |       |       |
|     | Amando Ivančić                | österreichischer Komponist und Paulinermönch                                                       |       |       |
|     | Joseph Anton Jentsch          | deutscher Baumeister und Architekt                                                                 |       |       |
|     | Johann Balthasar König        | deutscher Komponist und Kirchenmusiker                                                             | 67    |       |
|     | Johann Wilhelm Kretschmann    | Bezirksarzt, Bürgermeister, Hochfürstlich-Brandenburgischer Bergrat, Verfasser eines Standardwerks |       |       |
|     | François Mackandal            | Anführer der haitianischen Maroon in Saint-Domingue                                                |       |       |
|     | Charles de Montesson          | französischer Militär                                                                              |       |       |
|     | Ernst von Montfort            | regierender Graf zu Tettnang und Langenargen (1733–1755)                                           |       |       |
|     | Martin von Neugebauer         | schwedischer Diplomat, Kanzler in Schwedisch-Pommern                                               |       |       |
|     | Michael Heinrich Rentz        | Kupferstecher und Zeichner des böhmischen Hochbarocks                                              |       |       |
|     | Philipp Jakob Zwerger         | Maurermeister in Weilheim und München                                                              |       |       |